# 須田満親
須田 満親（すだ みつちか）は、戦国時代の信濃国の武将。上杉氏の家臣。

## 生涯
大永6年（1526年）、信濃国高井郡大岩城城主・須田満国の子として生まれる。
満国は村上義清と共に武田信玄（晴信）の信濃侵攻に対抗したが、天文22年（1553年）に敗れ、上杉謙信（長尾景虎）を頼った。以後は謙信の家臣として仕え、永禄4年（1561年）の第4次川中島の戦いに参加している。満親は信濃の一向宗と親しかったため、謙信からは北陸地方の一向宗との交渉役として用いられることが多かった。
謙信没後、御館の乱を経て上杉景勝に仕えた。河田長親の死後、長親に代わって越中国方面の総指揮官となって松倉城に入り、織田信長配下の佐々成政との戦いに従事する。この頃には一時、越中国人・舟見氏の名跡を継いで舟見宮内少輔規泰と名乗っていた。のちに魚津城城主となるが、天正11年（1583年）、成政に城を明け渡して退去した。天正13年（1585年）6月、信濃国海津城城代に転じ、川中島4郡（高井郡・水内郡・更級郡・埴科郡）を任された。
同年、真田昌幸が徳川家康と対立して上杉方に転じた際には、昌幸との交渉役を務め、昌幸の次男・信繁を人質として預かった。同年、昌幸が家康に攻められると、景勝に救援を進言し、上杉方援軍を率いた（第一次上田合戦）。
天正17年（1589年）12月（須坂市ホームページでは、天正16年（1588年））、景勝に従って上洛し、同行した直江兼続とともに豊臣姓を秀吉から下賜された。同年、後陽成天皇から、従五位下・相模守に叙任された。「文禄三年定納員数目録」には、海津城主・知行高12,086石と記され、上杉家中では兼続に次ぐ大身であった。
しかし慶長2年（1597年）、秀吉の命により松阪城城主・古田重勝らが北信濃の検地に送り込まれてくるなど、秀次事件以降噂されていた上杉氏の会津移封への動きが現実のものとなりつつあった最中、嫡男・満胤（妻は直江兼続の妹）が、兼続を総奉行とする伏見城舟入普請において不手際があったとして、本庄顕長・高梨頼親ら多くの重臣と共に改易され、上杉家から追放された。
慶長3年（1598年）1月、上杉氏の会津移封について、春日山城におもむき、受諾について諫言した。
同年3月4日、海津城にて自害した。享年73（『梁川町史』は享年62としている）。法名は興国寺殿徳翁浄慶大居士。
次男の長義が後を継いだ。慶長3年（1598年）4月、長義は陸奥国伊達郡梁川城城代となり、20,000石（他に同心給分3,300石）を知行した。

## 関連作品

### 小説
- 伊東潤『吹けよ風 呼べよ嵐』[4][5]、祥伝社、2016年3月8日。ISBN 978-4-396-63489-6。（電子版あり）

## 展覧会
- 「須坂の天地人　上杉景勝の懐刀　須田満親への手紙」、2009（平成21）年度、須坂市立博物館[6]